# Plintă (arhitectură)

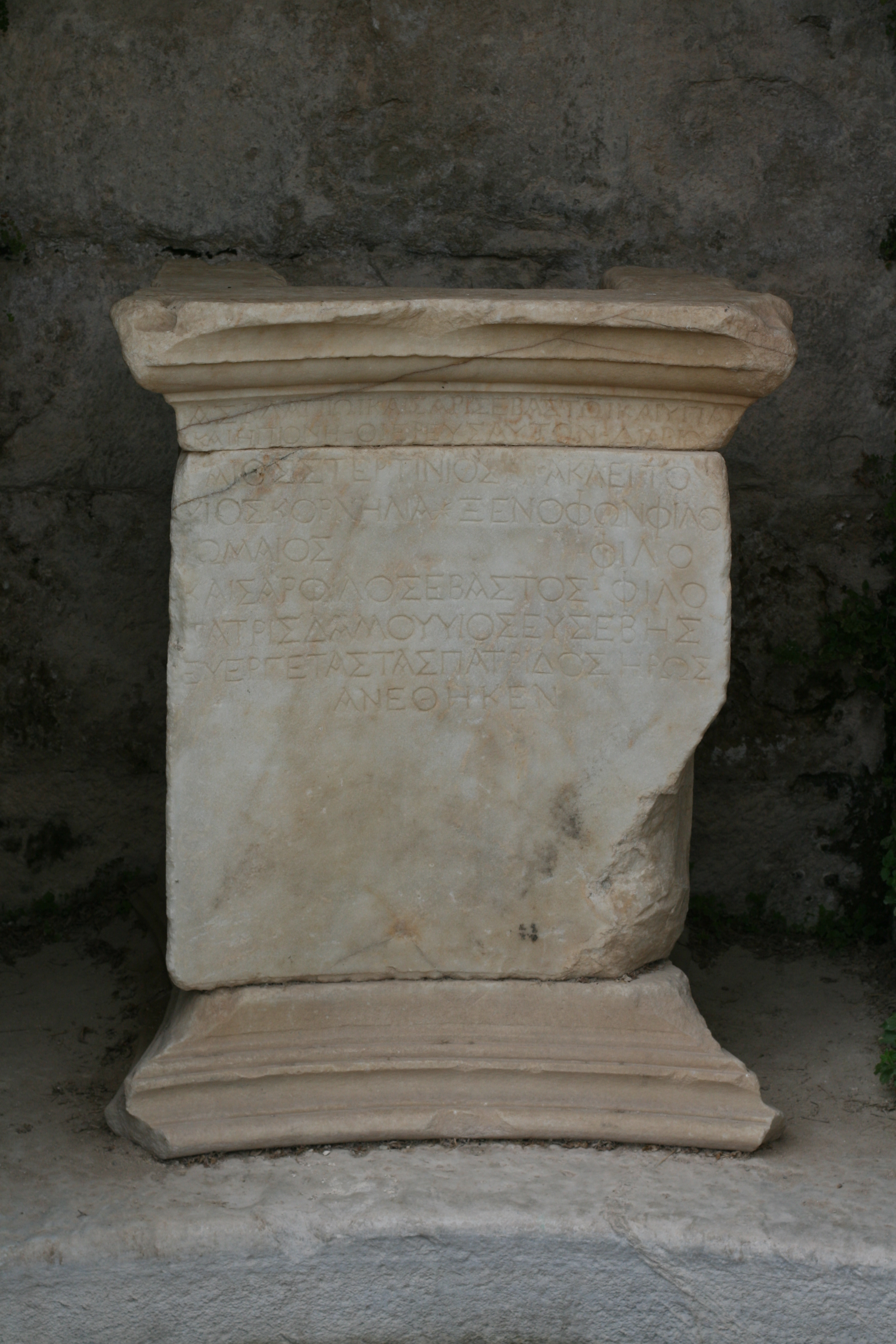
O plintă grecească veche.

Plintă se numește o placă din piatră sau de zidărie, puțin înaltă, cu profil rectangular, pe care se sprijină la partea inferioară un element constructiv, de exemplu o coloană, un stâlp, sau un pilastru. Tot plintă se numește și o bază de diferite grosimi, constituind suprafața de fixare și susținerea a unei sculpturi în ronde-bosse.
În arhitectura clasică, o plintă mulurată este o platformă alcătuită din mai multe trepte sau tip de piedestal deasupra căreia se înălțau coloanele edificiilor, și purta numele de stilobat.
În domeniul arhitecturii, o plintă este o bază sau platforma pe care se așază o coloană, piedestal, statuie, monument sau o structură. Plinta, de obicei, se pune direct pe sol.